# Raimane Daou
Raimane Daou (Marsiglia, 20 novembre 2004) è un calciatore comoriano con cittadinanza francese, centrocampista dell'Olympique Marsiglia 2 e della nazionale comoriana.

## Carriera

### Club
Raimane Daou è cresciuto nei settori giovanili di Septèmes, Marignane Gignac, Bel Air ed infine Olympique Marsiglia. Il 6 settembre 2021 ha esordito con il Marsiglia 2 nell'incontro di Championnat National 2 vinto 2-0 contro il Louhans-Cuiseaux.
Ha debuttato in prima squadra il 18 aprile 2024 nel ritorno dei quarti di finale di Europa League vinto ai rigori contro il Benfica.

### Nazionale
Ha giocato nella nazionale comoriana Under-20.
Il 17 ottobre 2023 ha debuttato con la nazionale maggiore comoriana nell'amichevole vinta 1-2 contro Capo Verde.

## Statistiche

### Presenze e reti nei club
Statistiche aggiornate al 28 aprile 2024.
| Stagione        | Squadra               | Campionato      | Campionato | Campionato | Coppe nazionali | Coppe nazionali | Coppe nazionali | Coppe continentali | Coppe continentali | Coppe continentali | Altre coppe | Altre coppe | Altre coppe | Totale | Totale | Totale |
| Stagione        | Squadra               | Comp            | Pres       | Reti       | Comp            | Pres            | Reti            | Comp               | Pres               | Reti               | Comp        | Pres        | Reti        | Pres   | Reti   |        |
| --------------- | --------------------- | --------------- | ---------- | ---------- | --------------- | --------------- | --------------- | ------------------ | ------------------ | ------------------ | ----------- | ----------- | ----------- | ------ | ------ | ------ |
| 2021-2022       | Olympique Marsiglia 2 | N2              | 1          | 0          |                 | -               | -               |                    | -                  | -                  |             | -           | -           | 1      | 0      |        |
| 2022-2023       | Olympique Marsiglia 2 | N3              | 15         | 2          |                 | -               | -               |                    | -                  | -                  |             | -           | -           | 15     | 2      |        |
| 2023-2024       | Olympique Marsiglia 2 | N3              | 18         | 0          |                 | -               | -               |                    | -                  | -                  |             | -           | -           | 18     | 0      |        |
| 2023-2024       | Olympique Marsiglia   | L1              | 1          | 0          | CF              | 0               | 0               | UEL                | 1                  | 0                  |             | -           | -           | 2      | 0      |        |
| Totale carriera | Totale carriera       | Totale carriera | 35         | 2          |                 | 0               | 0               |                    | 1                  | 0                  |             | -           | -           | 36     | 2      |        |

### Cronologia presenze e reti in nazionale
| Cronologia completa delle presenze e delle reti in nazionale ― Comore | Cronologia completa delle presenze e delle reti in nazionale ― Comore | Cronologia completa delle presenze e delle reti in nazionale ― Comore | Cronologia completa delle presenze e delle reti in nazionale ― Comore | Cronologia completa delle presenze e delle reti in nazionale ― Comore | Cronologia completa delle presenze e delle reti in nazionale ― Comore | Cronologia completa delle presenze e delle reti in nazionale ― Comore | Cronologia completa delle presenze e delle reti in nazionale ― Comore |
| Data                                                                  | Città                                                                 | In casa                                                               | Risultato                                                             | Ospiti                                                                | Competizione                                                          | Reti                                                                  | Note                                                                  |
| --------------------------------------------------------------------- | --------------------------------------------------------------------- | --------------------------------------------------------------------- | --------------------------------------------------------------------- | --------------------------------------------------------------------- | --------------------------------------------------------------------- | --------------------------------------------------------------------- | --------------------------------------------------------------------- |
| 17-10-2023                                                            | Fos-sur-Mer                                                           | Capo Verde                                                            | 1 – 2                                                                 | Comore                                                                | Amichevole                                                            | -                                                                     |                                                                       |
| 17-11-2023                                                            | Moroni                                                                | Comore                                                                | 4 – 2                                                                 | Rep. Centrafricana                                                    | Qual. Mondiali 2026                                                   | -                                                                     | 90+2’                                                                 |
| 22-3-2024                                                             | Marrakech                                                             | Comore                                                                | 4 – 0                                                                 | Uganda                                                                | Amichevole                                                            | -                                                                     | 78’ 94’                                                               |
| 25-3-2024                                                             | Marrakech                                                             | Comore                                                                | 0 – 0                                                                 | Angola                                                                | Amichevole                                                            | -                                                                     | 88’                                                                   |
| 4-9-2024                                                              | Iconi                                                                 | Comore                                                                | 1 – 1                                                                 | Gambia                                                                | Qual. Coppa d'Africa 2025                                             | -                                                                     | 77’                                                                   |
| Totale                                                                |                                                                       | Presenze                                                              | 5                                                                     |                                                                       | Reti                                                                  | 0                                                                     |                                                                       |